# Княз
Княз е аристократична титла на славянски владетел или феодал без вселенски характер.

## Произход
Произходът на думата идва от праславянското кънѧѕь (kъnędzь), което съответства на българското кнез, на руското князь, на полското książe, чешкото kníže, сръбското кнез и хърватското и словенското knez. По западните български територии, както и сръбско, по време на османското владичество „кнез“ има значение на селски велможа/първенец, значение близо до това на думата „кмет“. Книжовната българска дума княз (заедно със сегашното значение на думата) са заемки от руски, с характерното за този език произношение на ѧ като я. Етимологията на думата е свързана с английското king, немското König и скандинавското konung. Смята се, че в праславянски kъnędzь е много ранна заемка от вече съществуващото прагерманско Kuningaz.

## Значение
Титлата означава местен владетел и отстъпва йерархически на „цар“, тъй като в юридическия мир на късната Римска империя „царят“ (цезар/кесар) е втори по ранг след „августа“ (императора). 
„Княз“ е типична титла за славянските християнски монарси от Източна Европа (приели през Средновековието религията от Константинопол). Първият български княз е Борис I (852 – 889), като титула той приема през 864 г., когато официално започва покръстването на българския народ.
В двете царства на православните славяни – българското и руското, титлата носят висши благородници и царските синове и братя (принцовете). 
Княз се ползва и като превод на османските титли бей и паша – например княз Александър Богориди – Aleko Paşa и баща му княз Стефан Богориди – Stefanaki Bey.
На руски дъщерята на княз е княжна, а жената или сестрата на княз – княгиня. важно е да се прави разграничение между придворното титла княз създадена през 17 в. напр. за князете Долгоруки и Голицини, или Велик княз – титла твърде близка до цар и император. Иван Грозни е бил Велик княз на Великото Московско княжество, преди да се обяви за цар на цяла Русия.